# 結城直光
結城 直光（ゆうき なおみつ）は、南北朝時代から室町時代前期にかけての武将。下総結城氏第8代当主。安房国守護。

## 生涯
元徳2年（1330年）、6代当主・結城朝祐の子として誕生。兄・直朝と同様、足利直義より偏諱を受けて直光と名乗る。はじめ、小塙八郎太郎と称した（「結城系図」）。
興国4年/康永2年（1343年）、兄で7代当主・直朝が関城での戦いで討死した後、家督を継いだ。兄同様、足利尊氏（及び直義）に臣従したが、やがて尊氏・直義兄弟が対立すると（観応の擾乱）、尊氏派に属した。正平7年/観応3年（1352年）に新田義興・義宗らが上野国で挙兵したときも尊氏方に与するなど、直義派・南朝方武将との合戦で功を挙げた。
文和2年（1353年）、武蔵国の千台・平方荘を与えられた（「源威集」）。
延文3年（1358年）5月、29歳のとき、復庵宗己のもとで出家した。
正平23年/応安元年（1368年）にも上杉憲顕の軍に従って、武蔵平一揆に乗じて挙兵した義宗を討伐している。これらの経緯から尊氏・義詮・足利義満の3代の将軍からの信任は厚く、直光はその信任を背景として常陸国に勢力を拡張し、官位も中務大輔に叙せられるなど、再び結城氏の全盛期を築き上げた。
また、少なくとも、応安2年（1369年）から至徳2年（1385年）までの間、安房国の守護職を務めたことが確認できる。下総国千葉氏への牽制のためという。
応永2年（1395年）、死去。67歳。法名は華蔵寺殿天海聖朝居士。子・基光が継いだ。
直光は文筆にも優れ、『源威集』の作者と言われている。